# باد اشوراتوا
شهر باد اشوراتوا در ایالت اشلسویگ-هل‌اشتاین در کشور آلمان واقع شده است.